# Oreopanax robustus
Oreopanax robustus är en araliaväxtart som beskrevs av Borchs. Oreopanax robustus ingår i släktet Oreopanax och familjen Araliaceae. Inga underarter finns listade.